# Château de Kinloch
Le château de Kinloch se trouve sur l'île de Rùm, rattachée à la zone administrative écossaise de Highland.

## Histoire
Le château fut construit comme résidence privée par le magnat du textile George Bullough, dont le père avait acheté l'île pour en faire sa résidence d'été. La construction commença en 1897 et s'acheva en 1900. 

## Restauration
Le château est maintenant géré par Scottish Natural Heritage, organisme responsable de la gestion du patrimoine naturel, avec l'aide de l'Association des Amis du Château de Kinloch, œuvre de charité lancée en 1996. On a pu voir le château dans la série télévisée Restoration (en) de la BBC qui propose de lever des fonds pour restaurer des monuments au terme de compétitions. Le château n'a pas gagné la compétition, mais sa cause a été reprise par le Phoenix Trust, entreprise de charité restaurant les monuments et menée par le Prince de Galles. Le trust recherche des fonds à hauteur de 8 millions de livres pour la restauration.

## Tourisme
Une section à l'arrière du château fonctionne comme hôtel (du calibre d'un foyer et non d'un hôtel de luxe) pour les visiteurs de l'île. Les résidents y ont le choix entre des couchettes à 14 livres par nuit, ou l'une des quelques "Oak Rooms". La zone de l'hôtel est séparée des salles du musée du château, bien que les personnes séjournant à l'hôtel soient invitées à prendre part à une visite d'une heure pour 6£. Ces visites ciblent les visiteurs journaliers et sont prévues pour aller avec les heures d'arrivées des ferries. Parmi les principales parties de cette visite, on pourra citer le système musical d'Orchestrion sous les escaliers, des cadeaux variés de l'Empereur du Japon, et une sélection d'art pornographique "distingué".